# Triple saut féminin aux championnats du monde d'athlétisme en salle 2022
Pour un article plus général, voir Championnats du monde d'athlétisme en salle 2022.
Navigation
2018 2023
L'épreuve du triple saut féminin des championnats du monde en salle de 2022 se déroule le 20 mars 2022 dans la Štark Arena de Belgrade, en Serbie. Le concours se dispute sous la forme d'une finale directe.

## Résultats
| Rang               | Athlète               | Pays       | Essais | Essais | Essais | Essais | Essais | Essais | Marque | Notes |
| Rang               | Athlète               | Pays       | 1      | 2      | 3      | 4      | 5      | 6      | Marque | Notes |
| ------------------ | --------------------- | ---------- | ------ | ------ | ------ | ------ | ------ | ------ | ------ | ----- |
| Médaille d'or      | Yulimar Rojas         | Venezuela  | 15.19  | x      | 15.04  | x      | 15.36  | 15.74  | 15.74  | WR    |
| Médaille d'argent  | Maryna Bekh-Romanchuk | Ukraine    | 14.28  | 14.07  | x      | x      | x      | 14.74  | 14.74  | PB    |
| Médaille de bronze | Kimberly Williams     | Jamaïque   | 14.59  | x      | 14.40  | 13.79  | x      | 14.62  | 14.62  | SB    |
| 4                  | Thea LaFond           | Dominique  | 14.53  | x      | 13.81  | 13.84  | 14.43  | x      | 14.53  |       |
| 5                  | Liadagmis Povea       | Cuba       | 14.16  | 14.37  | 14.22  | 14.43  | 14.45  | 14.15  | 14.45  | SB    |
| 6                  | Patrícia Mamona       | Portugal   | 14.27  | 14.24  | 14.42  | x      | x      | 14.42  | 14.42  | SB    |
| 7                  | Keturah Orji          | États-Unis | 14.25  | 14.35  | 14.39  | 14.19  | 14.42  | 14.36  | 14.42  | SB    |
| 8                  | Ana Peleteiro         | Espagne    | 14.30  | 14.08  | x      | 14.25  | x      | 13.60  | 14.30  | SB    |
| 9                  | Kristiina Mäkelä      | Finlande   | x      | x      | 14.14  |        |        |        | 14.14  | SB    |
| 10                 | Neja Filipič          | Slovénie   | 14.13  | x      | 13.83  |        |        |        | 14.13  | SB    |
| 11                 | Leyanis Pérez         | Cuba       | 13.76  | x      | 13.99  |        |        |        | 13.99  |       |
| 12                 | Neele Eckhardt-Noack  | Allemagne  | x      | 12.40  | 13.96  |        |        |        | 13.96  |       |
| 13                 | Tori Franklin         | États-Unis | 13.89  | 13.63  | 13.71  |        |        |        | 13.89  |       |
| 14                 | Hanna Minenko         | Israël     | x      | 13.83  | x      |        |        |        | 13.83  |       |
| 15                 | Dariya Derkach        | Italie     | 13.67  | x      | 13.61  |        |        |        | 13.67  |       |
| 16                 | Jovana Ilić           | Serbie     | 13.09  | 13.36  | 13.00  |        |        |        | 13.36  |       |

## Légende
Records et Performances
- AR : Record continental (area record)
- CR : Record des championnats (championship record)
- MR : Record du meeting (meet record)
- NR : Record national (national record)
- OR : Record olympique (olympic record)
- PR : Record paralympique (paralympic record)
- PB : Record personnel (personal best)
- SB : Meilleure performance personnelle de la saison (season's best)
- WL : Meilleure performance mondiale de l'année (world leader)
- WJR : Record du monde junior (world junior record)
- WR : Record du monde (world record)

Circonstances et Conditions
- DNF : N'a pas terminé (did not finish)
- DNS : N'a pas pris le départ (did not start)
- DQ : Disqualification (disqualification)
- NM : Aucun essai valable enregistré (No Mark)
- Q : Qualifié « directement » au prochain tour (ou à la prochaine compétition), lors d'une compétition majeure, grâce au classement ou à la réalisation des minima (automatic qualifier)
- q : Qualifié au prochain tour (ou à la prochaine compétition), lors d'une compétition majeure, grâce au repêchage ou à la réalisation de l'une des meilleures performances parmi celles des « non qualifiés directement » (grâce au meilleur temps ou à la meilleure distance par exemple) (secondary qualifier)